# تيري ووكر (مغنية)
تيري ووكر (بالإنجليزية: Terri Walker)‏ هي مغنية مؤلفة ومغنية بريطانية، ولدت في 14 أبريل 1979.

## وصلات خارجية
- الموقع الرسمي
- تيري ووكر على موقع ميوزك برينز (الإنجليزية)
- تيري ووكر على موقع أول ميوزيك (الإنجليزية)
- تيري ووكر على موقع ديسكوغز (الإنجليزية)